# Litton, Somerset
Litton är en ort och civil parish i Storbritannien.   Den ligger i grevskapet Somerset och riksdelen England, i den södra delen av landet, 170 km väster om huvudstaden London. Litton ligger 116 meter över havet och antalet invånare är 240.
Terrängen runt Litton är platt åt nordost, men åt sydväst är den kuperad. Runt Litton är det ganska tätbefolkat, med 144 invånare per kvadratkilometer. Närmaste större samhälle är Bristol, 18,6 km norr om Litton. Trakten runt Litton består i huvudsak av gräsmarker.